# 天羽源鉄
天羽 源鉄（あまは げんてつ）は、戦国時代の武将。小田氏治に仕える軍師である。天羽源鉄斎（あまはげんてつさい）としても知られる。手子丸城城主。

## 経歴
小田城を奪われた小田氏治は天正5年（1577年）、北条氏政が佐竹氏家臣梶原政景の守る小田城攻めから退いた際に再起を図り、手子生城を奪い返し入城する。源鉄は策略をもって太田資正・梶原政景父子と白小谷、子張、手這山で戦った。再び失地を回復し、佐竹義重に対抗した。
天正16年（1588年）に死去。